# Chrysotimus guangxiensis
Chrysotimus guangxiensis är en tvåvingeart som beskrevs av Yang och Saigusa 2001. Chrysotimus guangxiensis ingår i släktet Chrysotimus och familjen styltflugor.
Artens utbredningsområde är Guangxi (Kina). Inga underarter finns listade i Catalogue of Life.